# Deflate
Deflate (антоним к англ. inflate — «раздувать») — алгоритм сжатия без потерь, использующий комбинацию алгоритмов LZ77 и Хаффмана. Изначально был описан Филом Кацем для второй версии его архиватора PKZIP, который впоследствии был определён в RFC 1951 (1996 год).
Deflate считается свободным от всех существующих патентов, и пока оставался в силе патент на LZW (он применяется в формате GIF), это привело к использованию Deflate не только в формате ZIP, для которого Кац изначально его спроектировал, но также в компрессоре/декомпрессоре gzip и в PNG-изображениях.

## Формат потока данных
Deflate-поток содержит серии блоков. Перед каждым блоком находится трёхбитовый заголовок:
- Один бит: флаг последнего блока.

- 1: блок последний.
- 0: блок не последний.

- Два бита: метод, с помощью которого были закодированы данные.

- 00: данные не закодированы (в блоке находятся непосредственно выходные данные).
- 01: данные закодированы по методу статического Хаффмана.
- 10: данные закодированы по методу динамического Хаффмана.
- 11: зарезервированное значение (ошибка).

Большая часть блоков кодируется с помощью метода 10 (динамический Хаффман), который предоставляет оптимизированное дерево кодов Хаффмана для каждого нового блока. Инструкции для создания дерева кодов Хаффмана следуют непосредственно за заголовком блока.
Компрессия выполняется в два этапа:
- замена повторяющихся строк указателями (алгоритм LZ77);
- замена символов новыми символами, основываясь на частоте их использования (алгоритм Хаффмана).